# Kit Young
Christopher William «Kit» Young (Oxford, Inglaterra, 24 de octubre de 1994) es un actor británico.

## Biografía
Young nació en Oxford y se crio en Abingdon-on-Thames. Su padre es escocés y su madre ugandesa. Tiene dos hermanas menores, Hannah y Olivia. Kit asistió a la escuela Abingdon de 2008 a 2013; fue miembro de la Unidad de Cine de Abingdon y desempeñó el papel principal en la producción senior de la escuela de Cándido.
Fue miembro del Teatro Nacional de la Juventud. Tuvo algunos papeles menores y conjuntos cuando era pequeño, como en la película para televisión Walter's War y las producciones de Oxford Playhouse Cinderella y Dick Whittington.
Luego se formó en la Real Academia de Arte Dramático, y se graduó con una Licenciatura en Actuación en 2017.

## Carrera
Después de graduarse de RADA, Young interpretó el papel principal en The Extraordinary Cabaret of Dorian Gray en el Underbelly Theatre Festival de 2017 en South Bank.  También se unió a la gira británica de The Real Thing como Billy. En 2018, interpretó a Octavius en una producción de Julius Caesar en el Bridge Theatre, el Periodista en una producción de The Prime of Miss Jean Brodie en Donmar Warehouse, y Malcolm en Macbeth en Sam Wanamaker Playhouse en el Globe Theatre.
Young hizo su debut televisivo en 2019 con un papel invitado en Endeavour.  También apareció en el corto dirigido por Dylan Holmes Williams The Devil's Harmony. Esa primavera y verano, interpretó a Lysander en Sueño de una noche de verano en el Bridge Theatre junto a Gwendoline Christie, que le valió una nominación al premio Ian Charleson.
En octubre de 2019, se anunció que Young interpretaría a Jesper Fahey en la serie de Netflix de 2021 Shadow and Bone, una adaptación de la serie de libros de fantasía The Grisha Trilogy and the Six of Crows Duology de Leigh Bardugo.
Sus próximos papeles cinematográficos serán en la película The Origin y la adaptación de Netflix de The School for Good and Evil.

## Filmografía

### Películas y televisión
| Año  | Título                       | Papel                | Notas                 |
| ---- | ---------------------------- | -------------------- | --------------------- |
| 2008 | Walter's War                 | Edward joven         | Telefilme             |
| 2018 | Julius Caesar                | Octavius             | National Theatre Live |
| 2018 | Alex                         | Alessandro de Medici | Cortometraje          |
| 2019 | Endeavour                    | Chris                | 1 episodio, "Pylon"   |
| 2019 | The Devil's Harmony          | Tyrone               | Cortometraje          |
| 2019 | A Midsummer Night's Dream    | Lysander             | National Theatre Live |
| 2019 | Shadow and Bone              | Jesper Fahey         | Protagonista          |
| 2022 | The School for Good and Evil | Rafal                | Película para Netflix |
| 2022 | Out of Darkness              | Geirr                |                       |
| 2024 | El juego bonito              | Cal                  | Película para Netflix |

### Vídeos de música
| Canción                     | Año  | Artista | Notas |
| --------------------------- | ---- | ------- | ----- |
| "Confesiones en la Piscina" | 2018 | Ceniza  |       |

## Teatro
| Año  | Título                                    | Función     | Notas                             |
| ---- | ----------------------------------------- | ----------- | --------------------------------- |
| 2013 | The Abingdon Passion Play                 | Jesús       | Abbey Gardens, Abingdon-on-Thames |
| 2017 | The Extraordinary Cabaret Of Dorian Gray  | Dorian Gray | Underbelly Festival, Londres      |
| 2017 | The Real Thing                            | Billy       | Tour por el Reino Unido           |
| 2018 | Julius Caesar                             | Octavius    | Bridge Theatre, Londres           |
| 2018 | Winter Blossom Karaoke and Other Snippets |             | Camden People's Theatre, Londres  |
| 2018 | The Prime of Miss Jean Brodie             | Periodista  | Donmar Warehouse, Londres         |
| 2018 | Macbeth                                   | Malcolm     | Sam Wanamaker Playhouse, Londres  |
| 2019 | A Midsummer Night's Dream                 | Lysander    | Bridge Theatre, Londres           |

## Premios y nominaciones
| Año  | Premio                | Categoría             | Trabajo                         | Resultado | Ref. |
| ---- | --------------------- | --------------------- | ------------------------------- | --------- | ---- |
| 2020 | Premios Ian Charleson | Premios Ian Charleson | El sueño de una noche de verano | Nominado  |      |